# Mauritania en los Juegos Olímpicos de Londres 2012
Mauritania estuvo representada en los Juegos Olímpicos de Londres 2012 por dos deportistas, un hombre y una mujer, que compitieron en atletismo.
El portador de la bandera en la ceremonia de apertura fue el atleta Yidu El-Mojtar. El equipo olímpico mauritano no obtuvo ninguna medalla en estos Juegos.